# テクナム

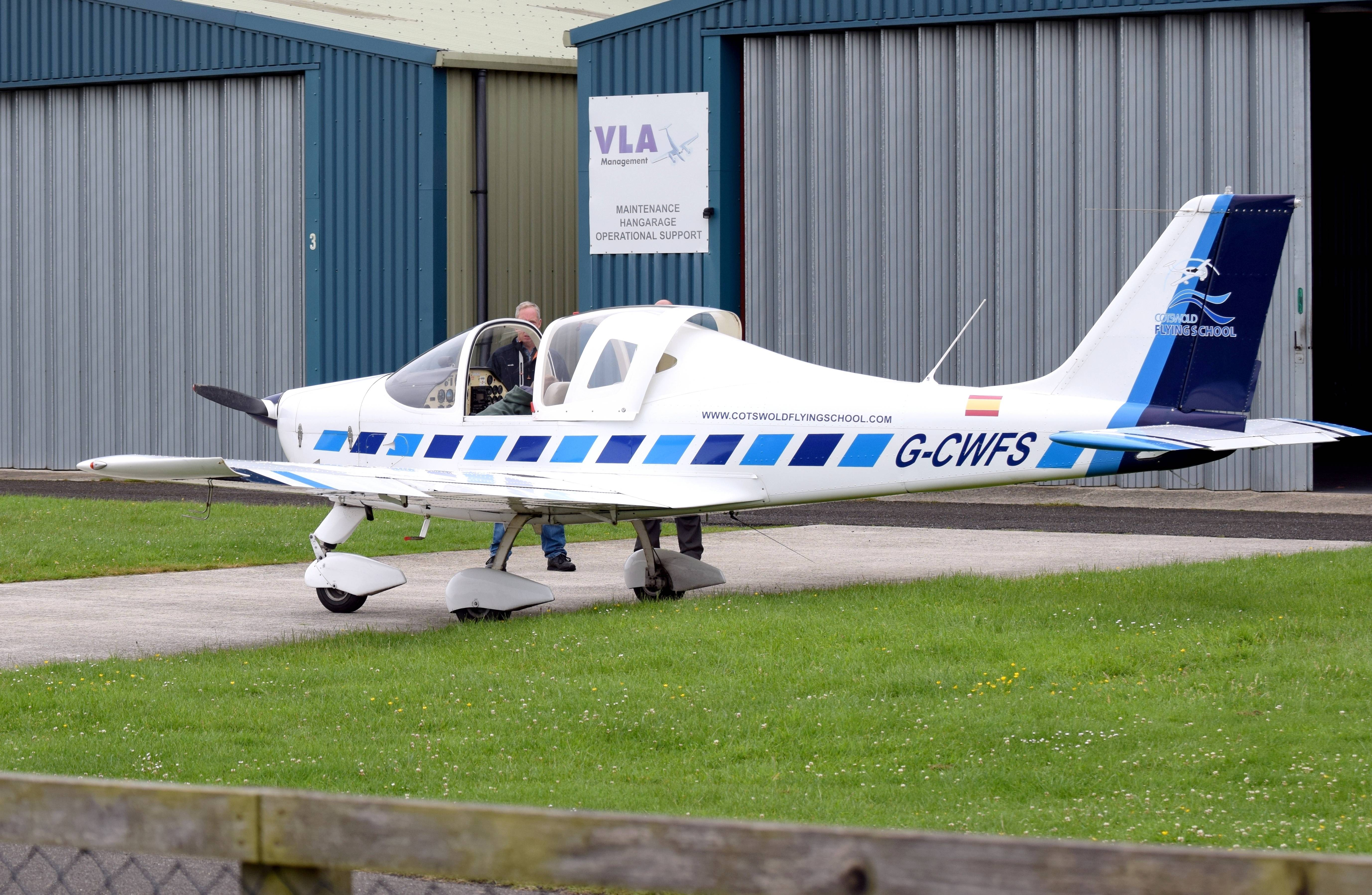
P2002

テクナム（Costruzioni Aeronautiche Tecnam）は1948年に設立されたイタリアの航空機メーカー。Tecnam（テクナム）のブランド名で航空機を製造している。
高翼配置の小型旅客機と個人向けの小型スポーツ機を製造している。
ナポリ・カポディキーノ国際空港に隣接する施設の他、カプアにあるカプア空港にも拠点を持つ。2015年には北米における顧客サポートのためフロリダ州セブリングに拠点施設を開設した。

## 製品

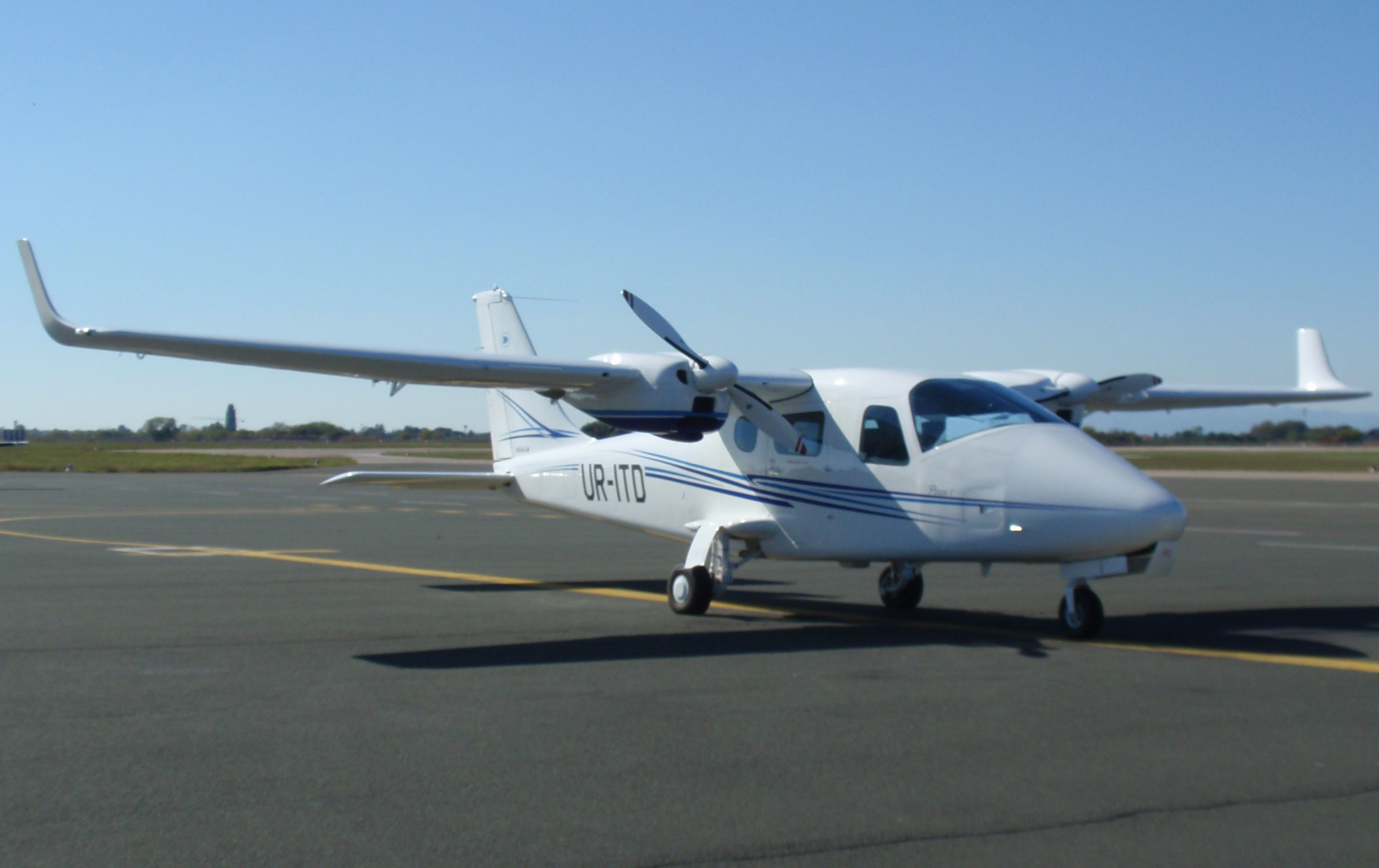
Tecnam P92 - カンボジア空軍が練習機として採用。
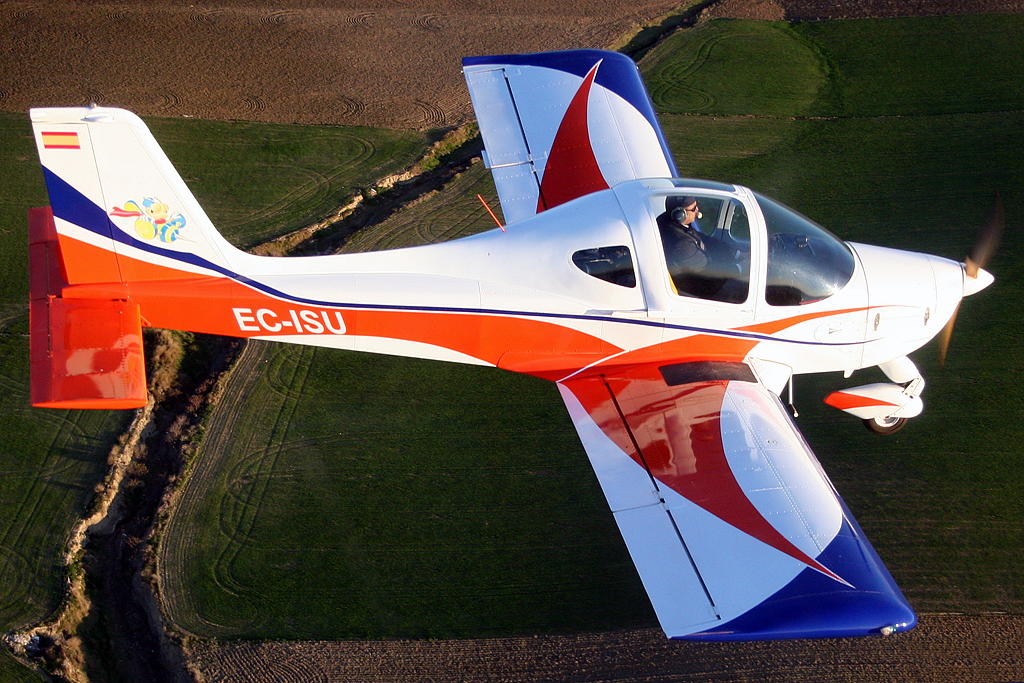
Tecnam P96
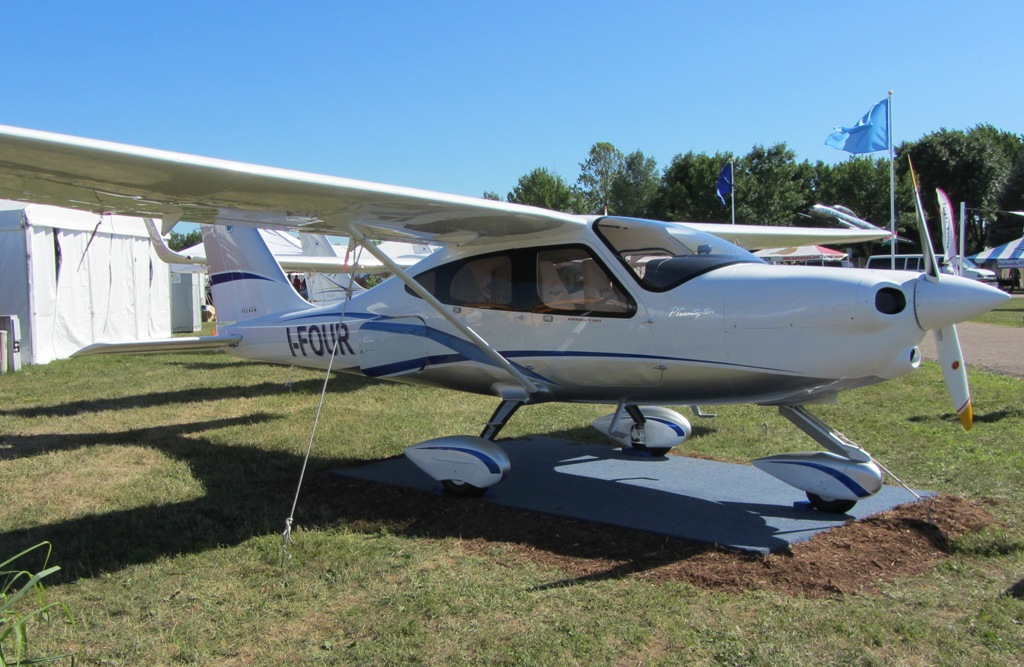
Tecnam P2002
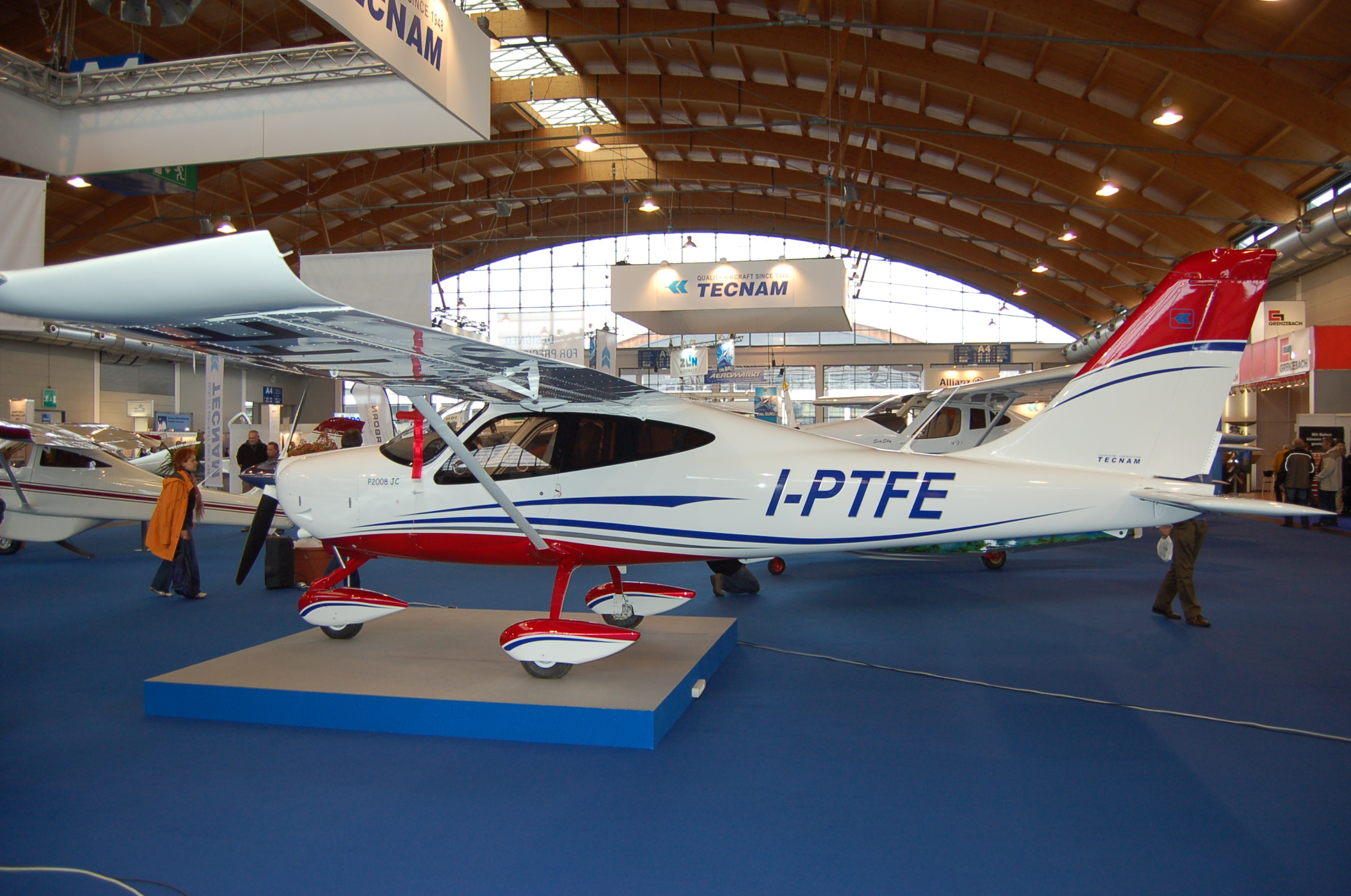
Tecnam P2004
- Tecnam P2006T

機体の割に燃費重視の非力なエンジンを採用しているが、軽量化と空力設計を徹底することで性能や操縦性の低下を抑えたことでフライトスクールの練習機として多く採用されているという。また内部の改造が容易なため、旅客、輸送、スカイダイビング用、実験機の母体にも利用されている。2016年にはイタリア空軍の練習機として導入された。
- Tecnam P2008

2人乗り単発高翼機。エンジンには低出力のロータックス912S（98.6 hp）を採用しているが、機体には複合材料を使用しているため空虚重量354kgと非常に軽量で十分な運動性能が確保されている。グラスコックピットを導入しているがアメリカの個人向け市場として開発されたため154999ドルと低価格で座席がサイド・バイ・サイドなことから、LOTポーランド航空では自社養成パイロットの練習機として採用している。
- Tecnam P2010
- Tecnam Astore
- Tecnam P2012 "トラベラー"

最大11席の高翼双発機。CAD設計やグラスコックピットなど先進技術を導入しているが、降着装置を固定式とし、構造を単純化して整備や部品交換を容易にするなど整備コストを重視している。
旅客/貨物輸送のほか、救急搬送やスカイダイビングなど、様々な用途での活躍が期待されている。2018年中にFAA及びEASAの型式証明を取得予定。
- Tecnam P-Jet

- P2006T
- P96
- P2010
- P2008JC